# Ünyespor Kulübü
L'Ünyespor Kulübü, noto come Ünyespor, è una società calcistica con sede a Ünye, in Turchia. Nella stagione 2014-2015 ha militato nella TFF 2. Lig, la terza serie del campionato turco di calcio.
Fondato nel 1957, il club gioca le partite in casa allo Stadio del distretto di Ünye (in turco Ünye İlçe Stadyumu).
I colori sociali sono il bianco ed il verde.

## Rosa
| N. |                    | Ruolo | Calciatore         |
| -- | ------------------ | ----- | ------------------ |
|    | Turchia (bandiera) | P     | Ümit Bacacı        |
|    | Turchia (bandiera) | P     | Tanzer Kargoğlu    |
|    | Turchia (bandiera) | P     | Sezai Yüksel       |
|    | Turchia (bandiera) | P     | Armağan Vatanoğlu  |
|    | Turchia (bandiera) | D     | Volkan Zemen       |
|    | Turchia (bandiera) | D     | Serhat Karakayalar |
|    | Turchia (bandiera) | D     | Samet Nazlı        |
|    | Turchia (bandiera) | D     | Ömer Erdem Şamlı   |
|    | Turchia (bandiera) | D     | Muratcan Öncü      |
|    | Turchia (bandiera) | D     | Mehmet Tosak       |
|    | Turchia (bandiera) | D     | Kenan Çamoğlu      |
|    | Turchia (bandiera) | D     | İsmail Karayiğit   |
|    | Turchia (bandiera) | D     | Fatih Sülüner      |
|    | Turchia (bandiera) | D     | Ekrem Dil          |
|    | Turchia (bandiera) | D     | Burak Öztürk       |

| N. |                    | Ruolo | Calciatore           |
| -- | ------------------ | ----- | -------------------- |
|    | Turchia (bandiera) | D     | Adem Sağlam          |
|    | Turchia (bandiera) | C     | Yusuf Efil           |
|    | Turchia (bandiera) | C     | Uğurtan Çepni        |
|    | Turchia (bandiera) | C     | Savaş Öztürk         |
|    | Turchia (bandiera) | C     | Samet Hasan Yıldıran |
|    | Turchia (bandiera) | C     | Özgür Çetiner        |
|    | Turchia (bandiera) | C     | Muzaffer Taşkın      |
|    | Turchia (bandiera) | C     | Mikail Üzümcü        |
|    | Turchia (bandiera) | C     | Cihan Fatih Özdemir  |
|    | Turchia (bandiera) | C     | Azmi Polat           |
|    | Turchia (bandiera) | A     | Serdar Akdoğan       |
|    | Turchia (bandiera) | A     | Ömer Keskin          |
|    | Turchia (bandiera) | A     | Emre Köksal          |
|    | Turchia (bandiera) | A     | Akın Aktaş           |

## Statistiche
- TFF 1. Lig: 1987-1988, 1990-1994, 1996-1997
- TFF 2. Lig: 1984-1987, 1988-1990, 1997-2001, 2004-2007, 2011-
- TFF 3. Lig: 2001-2004, 2007-2011

## Palmarès
- TFF 3. Lig: 2

1989-1990, 1995-1996